# Gruta da Lomba do Gato
A Gruta da Lomba do Gato é uma gruta portuguesa localizada na freguesia e concelho de Velas, ilha de São Jorge, arquipélago dos Açores.
Esta cavidade apresenta uma geomorfologia de origem vulcânica em forma de tubo de lava localizado em encosta.